# Longissimus
Longissimus er musklen lateralt til semispinalis. Det er den længste underdel af erector spinae, der ekstenderer fremad ind i tværtapperne posteriort på de cervikale vertebrae. Musklen er opdelt i tre segmenter: Musculus longissimus thoracis, musculus longissimus cervicis og musculus longissimus capitis.

## References
Denne artikel inkorporerer tekst fra det offentlige domæne fra 20. udgave af Gray's Anatomy (1918)

1. ↑  Bojsen-Møller, Finn (2014). Bevægeapparatets Anatomi (13 udgave). Munksgaard. ISBN 978-87-628-0900-0.

| Anatomi | Spire Denne artikel om anatomi er en spire som bør udbygges. Du er velkommen til at hjælpe Wikipedia ved at udvide den. |